# Austrian Football Division 1 2004
La Austrian Football Division 1 2004 è stata la 19ª edizione del campionato di football americano di secondo livello, organizzato dalla AFBÖ.

## Squadre partecipanti
| Club                   | Città        | Stadio | Sponsor ufficiale | Risultato nella stagione 2003 |
| ---------------------- | ------------ | ------ | ----------------- | ----------------------------- |
| Amstetten Thunderbolts | Amstetten    |        |                   |                               |
| ASKÖ Linz Steelers     | Linz         |        |                   |                               |
| Baden Bruins           | Baden        |        |                   |                               |
| Salzburg Bulls         | Salisburgo   |        |                   |                               |
| Schwarzenau Rangers    | Schwarzenau  |        |                   |                               |
| Sankt Pölten Invaders  | Sankt Pölten |        |                   |                               |
| Union Leonding Sharks  | Leonding     |        |                   |                               |
| Vienna Vikings 2       | Vienna       |        |                   |                               |

## Stagione regolare

### Risultati noti
Non è mai noto quale delle due squadre abbia giocato in casa.
| 2004 | Vienna Vikings 2 | 37 – 0 | Sankt Pölten Invaders |  |

| 2004 | Union Leonding Sharks | 26 – 24 | Sankt Pölten Invaders |  |

| 2004 | Baden Bruins | 28 – 0 | Sankt Pölten Invaders |  |

| 2004 | Sankt Pölten Invaders | 27 – 47 | Union Leonding Sharks |  |

| 2004 | Sankt Pölten Invaders | 0 – 47 | Vienna Vikings 2 |  |

| 2004 | Sankt Pölten Invaders | 0 – 35 | Baden Bruins |  |

| 2004 | Vienna Vikings 2 | 6 – 14 | Baden Bruins |  |

| 2004 | Baden Bruins | 8 – 0 | Vienna Vikings 2 |  |

| 2004 | Baden Bruins | 28 – 27 | Union Leonding Sharks |  |

| 2004 | Union Leonding Sharks | 6 – 33 | Baden Bruins |  |

| 2004 | Schwarzenau Rangers | 6 – 52 | Salzburg Bulls |  |

| 2004 | Salzburg Bulls | 33 – 6 | ASKÖ Linz Steelers |  |

| 2004 | Amstetten Thunderbolts | 0 – 54 | Salzburg Bulls |  |

| 2004 | Salzburg Bulls | 55 – 6 | Amstetten Thunderbolts |  |

| 2004 | Salzburg Bulls | 47 – 2 | Schwarzenau Rangers |  |

| 2004 | ASKÖ Linz Steelers | 6 – 26 | Salzburg Bulls |  |

| 2004 | ASKÖ Linz Steelers | 47 – 0 | Schwarzenau Rangers |  |

| 2004 | Schwarzenau Rangers | 0 – 20 | Amstetten Thunderbolts |  |

| 2004 | ASKÖ Linz Steelers | 8 – 6 | Schwarzenau Rangers |  |

| 2004 | Schwarzenau Rangers | 12 – 23 | Amstetten Thunderbolts |  |

| 2004 | ASKÖ Linz Steelers | 26 – 22 | Amstetten Thunderbolts |  |

| 2004 | Amstetten Thunderbolts | 0 – 28 | ASKÖ Linz Steelers |  |

### Risultati non noti
| 2004 | Vienna Vikings 2 | ? – ? | Union Leonding Sharks |  |

| 2004 | Union Leonding Sharks | ? – ? | Vienna Vikings 2 |  |

### Classifiche
Le classifiche della regular season sono le seguenti:
- PCT = percentuale di vittorie, G = partite giocate, V = partite vinte,  P = partite perse, PF = punti fatti, PS = punti subiti

#### Girone 1
| Pos. | Squadra               | PCT   | G | V   | N   | P   | PF    | PS   |
| ---- | --------------------- | ----- | - | --- | --- | --- | ----- | ---- |
| 1    | Baden Bruins          | 1.000 | 6 | 6   | 0   | 0   | 146   | 39   |
| 2    | Union Leonding Sharks | ?     | 6 | 2+? | 0+? | 2+? | 106+? | 92+? |
| 3    | Vienna Vikings 2      | ?     | 6 | 2+? | 0+? | 2+? | 59+?  | 22+? |
| 4    | Sankt Pölten Invaders | .000  | 6 | 0   | 0   | 6   | 51    | 189  |

#### Girone 2
| Pos. | Squadra                | PCT  | G | V | N | P | PF  | PS  |
| ---- | ---------------------- | ---- | - | - | - | - | --- | --- |
| 1    | Salzburg Bulls         | .500 | 6 | 6 | 0 | 0 | 267 | 26  |
| 2    | ASKÖ Linz Steelers     | .667 | 6 | 4 | 0 | 2 | 121 | 87  |
| 3    | Amstetten Thunderbolts | .333 | 6 | 2 | 0 | 4 | 71  | 175 |
| 4    | Schwarzenau Rangers    | .000 | 6 | 0 | 0 | 6 | 26  | 197 |

## Playoff

### Tabellone
|  | Quarti di finale       | Quarti di finale       | Quarti di finale      |                       |                  | Semifinali       | Semifinali | Semifinali |  |  | VII Silver Bowl | VII Silver Bowl | VII Silver Bowl |  |
|  |                        |                        |                       |                       |                  |                  |            |            |  |  |                 |                 |                 |  |
|  | Baden Bruins           | Baden Bruins           | 28                    |                       |                  |                  |            |            |  |  |                 |                 |                 |  |
|  | Baden Bruins           | Baden Bruins           | 28                    |                       |                  |                  |            |            |  |  |                 |                 |                 |  |
|  | Schwarzenau Rangers    | Schwarzenau Rangers    | 0                     |                       |                  |                  |            |            |  |  |                 |                 |                 |  |
|  | Schwarzenau Rangers    | Schwarzenau Rangers    | 0                     |                       | Baden Bruins     | Baden Bruins     | 18         |            |  |  |                 |                 |                 |  |
|  |                        |                        |                       |                       | Baden Bruins     | Baden Bruins     | 18         |            |  |  |                 |                 |                 |  |
|  |                        |                        | Vienna Vikings 2      | Vienna Vikings 2      | 20               |                  |            |            |  |  |                 |                 |                 |  |
|  | ASKÖ Linz Steelers     | ASKÖ Linz Steelers     | Vienna Vikings 2      | Vienna Vikings 2      | 20               | p                |            |            |  |  |                 |                 |                 |  |
|  | ASKÖ Linz Steelers     | ASKÖ Linz Steelers     |                       |                       |                  |                  |            |            |  |  |                 |                 |                 |  |
|  | Vienna Vikings 2       | Vienna Vikings 2       | v                     |                       |                  |                  |            |            |  |  |                 |                 |                 |  |
|  | Vienna Vikings 2       | Vienna Vikings 2       | v                     |                       | Vienna Vikings 2 | Vienna Vikings 2 | 21         |            |  |  |                 |                 |                 |  |
|  |                        |                        |                       |                       |                  |                  |            |            |  |  |                 |                 |                 |  |
|  |                        |                        | Salzburg Bulls        | Salzburg Bulls        | 12               |                  |            |            |  |  |                 |                 |                 |  |
|  | Salzburg Bulls         | Salzburg Bulls         | Salzburg Bulls        | Salzburg Bulls        | 12               | 12               |            |            |  |  |                 |                 |                 |  |
|  | Salzburg Bulls         | Salzburg Bulls         |                       |                       |                  |                  |            |            |  |  |                 |                 |                 |  |
|  | Sankt Pölten Invaders  | Sankt Pölten Invaders  | 7                     |                       |                  |                  |            |            |  |  |                 |                 |                 |  |
|  | Sankt Pölten Invaders  | Sankt Pölten Invaders  | 7                     |                       | Salzburg Bulls   | Salzburg Bulls   | 55         |            |  |  |                 |                 |                 |  |
|  |                        |                        |                       |                       | Salzburg Bulls   | Salzburg Bulls   | 55         |            |  |  |                 |                 |                 |  |
|  |                        |                        | Union Leonding Sharks | Union Leonding Sharks | 0                |                  |            |            |  |  |                 |                 |                 |  |
|  | Union Leonding Sharks  | Union Leonding Sharks  | Union Leonding Sharks | Union Leonding Sharks | 0                | 35               |            |            |  |  |                 |                 |                 |  |
|  | Union Leonding Sharks  | Union Leonding Sharks  |                       |                       |                  |                  |            |            |  |  |                 |                 |                 |  |
|  | Amstetten Thunderbolts | Amstetten Thunderbolts | 0                     |                       |                  |                  |            |            |  |  |                 |                 |                 |  |

### Quarti di finale
| 2004 | Baden Bruins | 28 – 0 | Schwarzenau Rangers |  |

| 2004 | ASKÖ Linz Steelers | p – v | Vienna Vikings 2 |  |

| 2004 | Salzburg Bulls | 12 – 7 | Sankt Pölten Invaders |  |

| 2004 | Union Leonding Sharks | 35 – 0 | Amstetten Thunderbolts |  |

### Semifinali
| 2004 | Baden Bruins | 18 – 20 | Vienna Vikings 2 |  |

| 2004 | Salzburg Bulls | 55 – 0 | Union Leonding Sharks |  |

### VII Silver Bowl
| 3 luglio 2004 | Vienna Vikings 2 | 21 – 12 | Salzburg Bulls |  |

## Verdetti
- Vienna Vikings 2 Vincitori dell'Austrian Football Division 1 2004